# De Blokhut (tankstation)
De Blokhut is een rijksmonumentaal tankstation in Diemen. De Blokhut is het oudste tankstation dat nog in gebruik is in Nederland.

## Geschiedenis
In 1933 openden de gebroeders Smits een tankstation, Filling station de Blokhut, aan de weg tussen Muiden en Amsterdam. De naam "De Blokhut" verwijst naar een varkensstal die eerst op deze plek stond, kennelijk een blokhut. Bij het station werd Shell-brandstof verkocht.
In 1936 werd een dienstgebouwtje gebouwd en in 1937 een reclameklok.
Het huidige gebouw met dienstwoningen werd in 1939 gebouwd in de stijl van de nieuwe zakelijkheid. De eerste steen werd gelegd door Barta Jakoba Smits (2 jr.) en Arie Smits (9 jr) op 24 maart 1939.
In 1971 werd de luifel vervangen en een uitbouw gesloopt. Enige jaren later stond het tankstation een tijd leeg, daarna werd het in gebruik genomen door P. Kropman als tankstation van PK.
Later werd het een tankstation van Texaco. Sinds september 2018 is het een Esso-station

## Ligging
De Blokhut ligt aan de Muiderstraatweg, bij Stammerdijk, net ten westen van de Vinkenbrug. In 1939 was dit de doorgaande weg tussen Amsterdam, via Diemerbrug naar Muiden. Vanaf 1972 werd de Rijksweg 1 geopend tussen Diemen en Knooppunt Diemen, sindsdien lag het station aan het begin van deze snelweg. In 1989 opende het gedeelte van de Rijksweg A1 tussen Diemen en Watergraafsmeer. De Muiderstraatweg is sindsdien een invalsweg tussen de S113 en de afrit 2 van de A1.
Het tankstation ligt op een dijk. Aan de voorkant heeft het slechts één verdieping. Aan de achterkant is er nog een tweede, lagere verdieping met ingangen van de dienstwoningen.

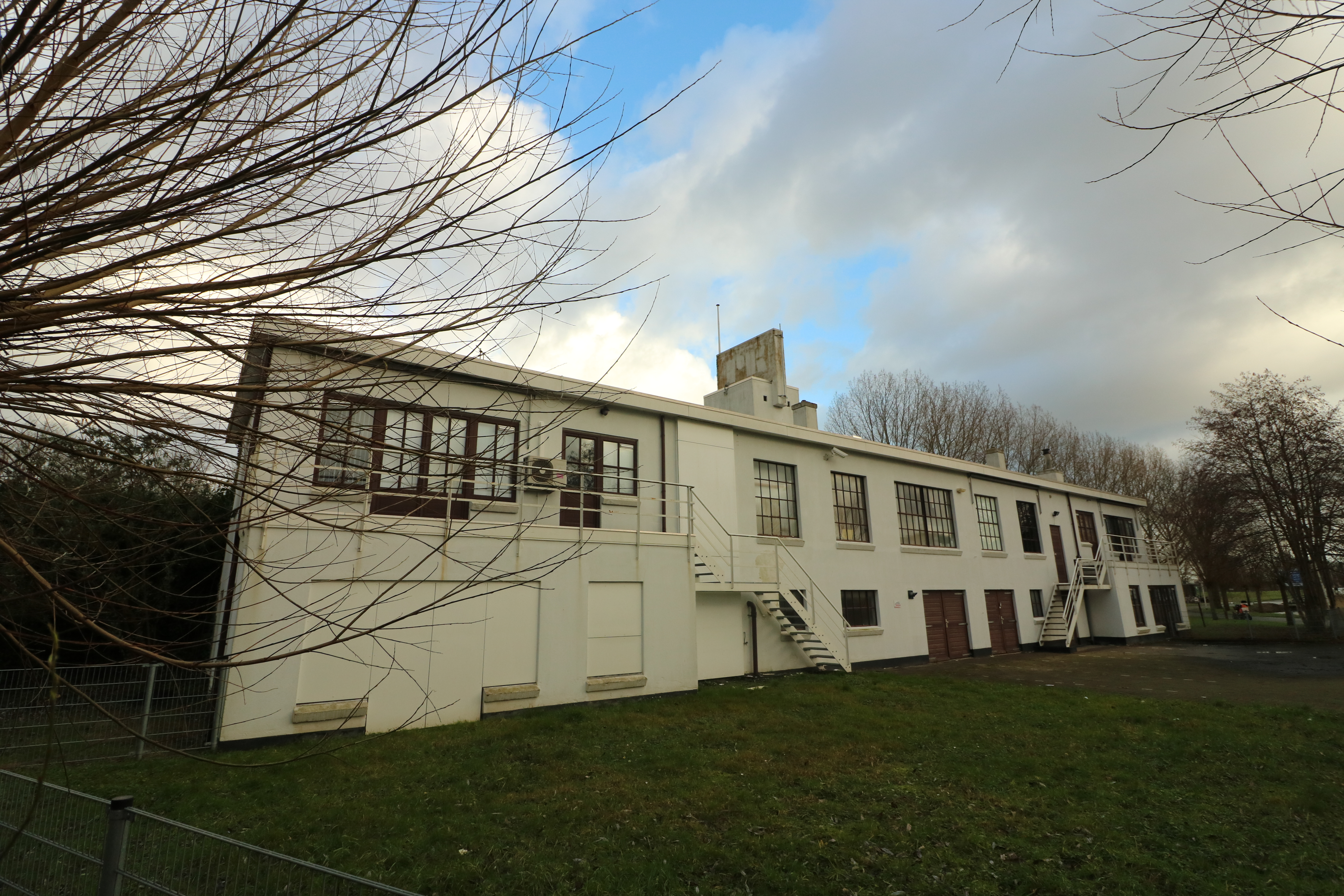
Achterzijde
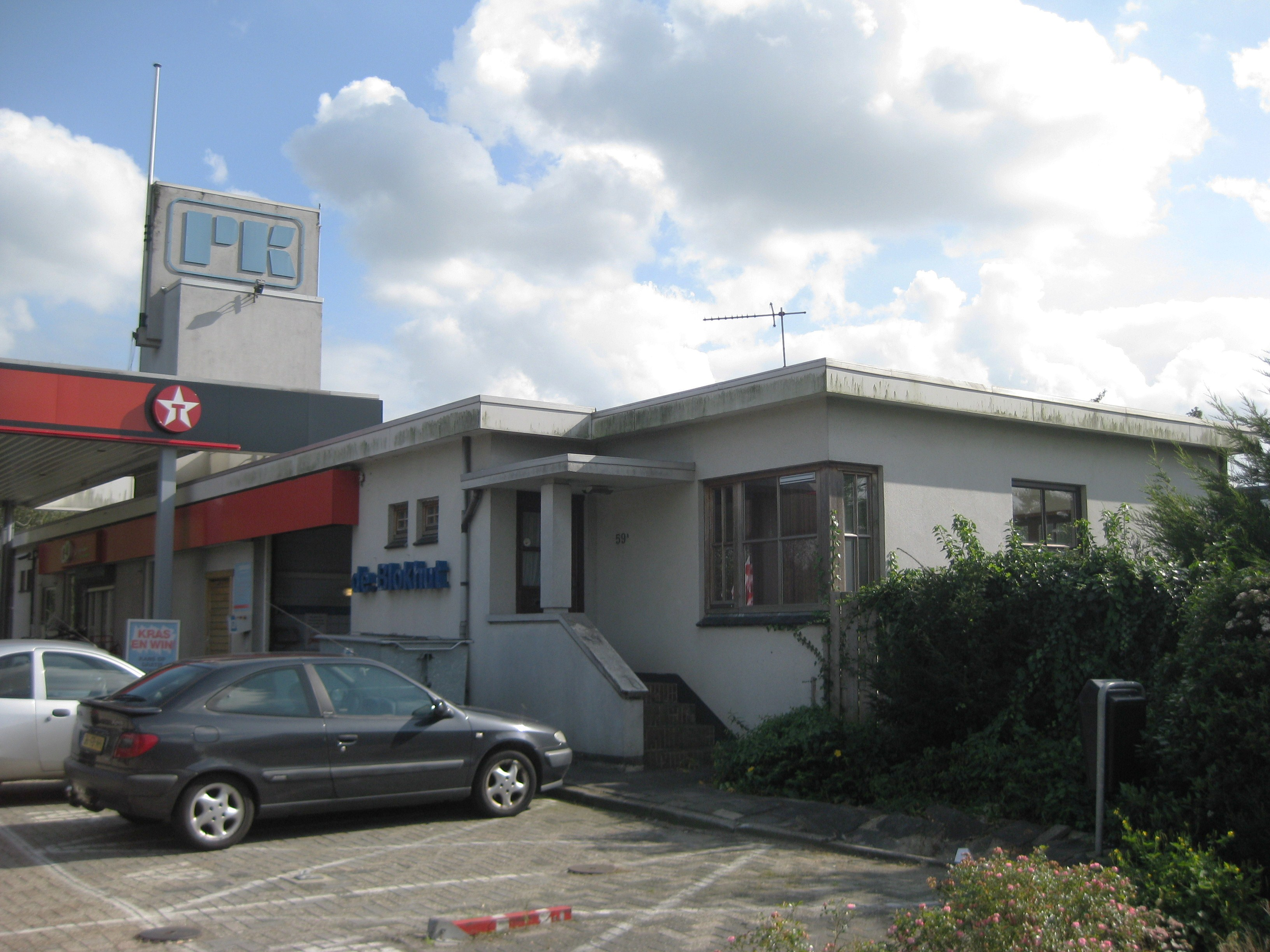
Detail van ingang dienstwoning van De Blokhut. In 2011 was het "PK"-logo nog zichtbaar op de reclamezuil.